# Intercellulær væske
Intercellulær væske er betegnelsen for den væske, der findes mellem cellerne hos planter og dyr. Den intercellulære væske skaber det intercellulære tryk ved osmose. Ordet "intercellulær" er en neologisme, der er dannet ud fra latin: inter = "mellem" og cella, "kammer", deraf: "mellemrum". 